# Korzár (Byron)
Korzár (1814, The Corsairr) je romantická lyricko-epická poema (byronská povídka) anglického básníka lorda Georga Gordona Byrona. Jde o třetí z řady Byronových orientálních poem (tzv. Turkish Tales, tj. tureckých povídek).

## Vznik a charakteristika poemy
Byron napsal poemu v druhé polovině prosince roku 1813 a vydal ji 1. února roku 1814. Očekávané vydání poemy mělo tak veliký ohlas, že se již první den prodalo více než deset tisíc výtisků knihy.
Poema je poměrně rozsáhlé dílo. Je napsána v hrdinském dvojverší a je rozdělena do tří zpěvů. Každý zpěv je uveden citátem z pátého zpěvu Dantova Pekla. Na počátku básně je jako epigraf použit poslední verš z desátého zpěvu Osvobozeného Jeruzaléma Torquata Tassa „I suoi pensieri in lui dormir non ponno“ („On všeliké myšlenky plný usnouti nemůže“)  Následuje věnování poemy básníkovi Thomasi Mooreovi, jehož většina je věnována úvahám o tom, proč autor napsal Korzára v hrdinském dvojverší, a také jeho snaze vyvrátit kritiku týkající se přílišné autobiografie v jeho díle.

## Obsah poemy
Báseň vypráví příběh Konráda, divokého, nelítostného, krutého a obávaného korzára, vůdce pirátů v Egejském moři. Jde o postavu tragického byronského hrdiny, osamělého a tajemného muže se kterým bylo v dětství špatně zacházeno a již od mládí společností odmítaného pro své činy, skrývajícího v sobě pod maskou chladu vášeň, hrdost, vzdor, ale i bezcitnost. Jeho jedinou předností je láska, kterou cítí ke své milence Medóře.
Ta ze všech jediná mu zbyla ctnost,
jí nezhasila sama nepravost.

### První zpěv

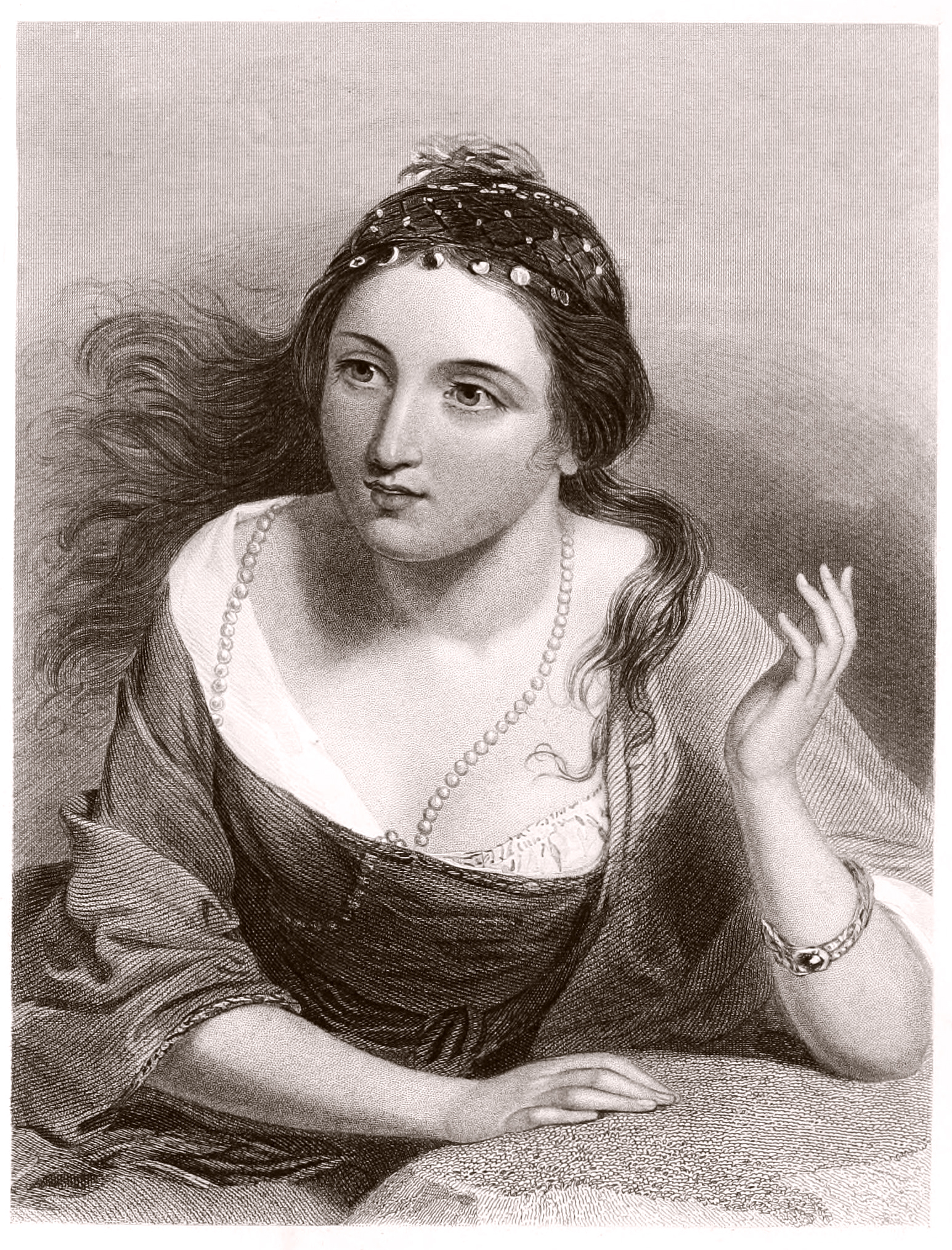
Medóra, ilustrace k poemě z roku 1871

První zpěv je uveden Dantovým veršem  „Nessun maggior dolore, Che ricordarsi del tempo felice Nella miseria" („Žádná bolest větší než rozpomínati se na čas šťastný v neštěstí době")
Báseň začíná na malém ostrově v Egejském moři, kde se Konrád se svými muži skrývá. Připlouvá jedna z jeho lodí a přicházející piráti jej informují, že paša Seyd připravuje útok s úmyslem piráty zničit. Konrád se rozhodne pašu přepadnout jako první. Před odjezdem se  jde rozloučit se svou milenkou Medórou, která žije na ostrově ve staré věži na kopci. Při příchodu slyší její smutnou píseň Deep in my soul that tender secret dwells (To sladké tajemství v mé duše hlouby). 
To sladké tajemství v mé duše hlouby
nevyjde světu na odiv,
krom srdci tvému kdy se moje snoubí.
pak tiše chví se jako dřív.
Medóra Konráda přesvědčuje, aby od svého plánu upustil, ale on je neoblomný a Medóra se cítí opuštěná.
Konrád spěchá na svou loď a cestou ho přepadají pochybnosti: zda by nebylo lepší zůstat, ale na toto váhání mezi svými muži brzy zapomene. V setmění dosáhne se svou lodí cíle, pašova sídla ve městě Koroni a chystá se na útok.

### Druhý zpěv

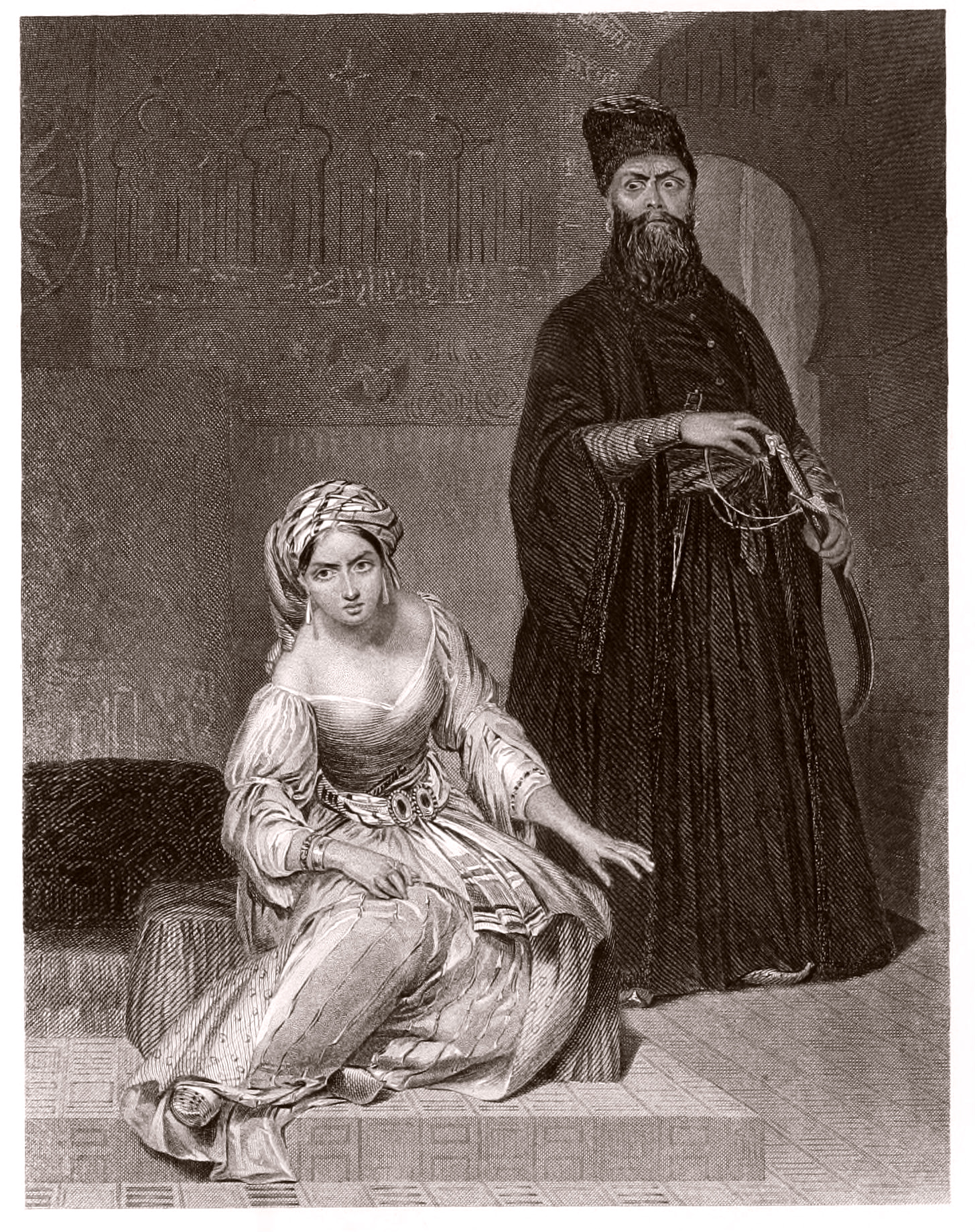
Gulnára a paša Seyd, ilustrace k poemě z roku 1871

Mottem druhého zpěvu je Dantův verš „Conosceste i dubiosi desiri?" („Poznali jste temná svoje přání?").
V Koroni večer pořádá paša Seyd hostinu na počest budoucího vítězství nad piráty. Je k němu přiveden derviš, který o sobě tvrdí, že uprchl z pirátské lodi. Ve skutečnosti je to přestrojený Konrád. Paša se jej snaží vyslechnout, ale když piráti, zahájí útok zapálením pašových lodí, pochopí, že je to špión. Díky překvapení piráti vítězí a zapalují i město, zatímco paša před Konrádem ustupuje do bezpečí.
Z pašova harému se ozývá volání o pomoc a piráti vynášejí z ohně pašovy ženy. Samotný Konrád zachraňuje nejmilejší pašovu ženu a ozdobu jeho harému Gulnáru. Díly tomuto přerušení útoku se pašovi podaří uspořádat své rozptýlené síly, a když zjistí, že má nad piráty velkou přesilu, podnikne protiútok. Piráti jsou většinu pobiti, jen některým se podaří uprchnout. Konrád je zajat a ráno má být napíchnut na kůl. Konrád se kruté smrti nebojí, myslí pouze na Medóru. Pozdě  noci se do jeho cely vplíží Gulnára. Přiznává, že se pokusí pašu, kterého nemiluje, svými prosbami přesvědčit, aby Konráda ušetřil, a to přesto, že zjistí, že Konrád miluje jinou ženu.
Ó převýmluvná, nebezpečně stkvoucí
ve zraku ženy slza všemohoucí!
Tať slabé ženy zbraňi hrot a štít,
jímž zná se bránt, umí zvítězit.

### Třetí zpěv

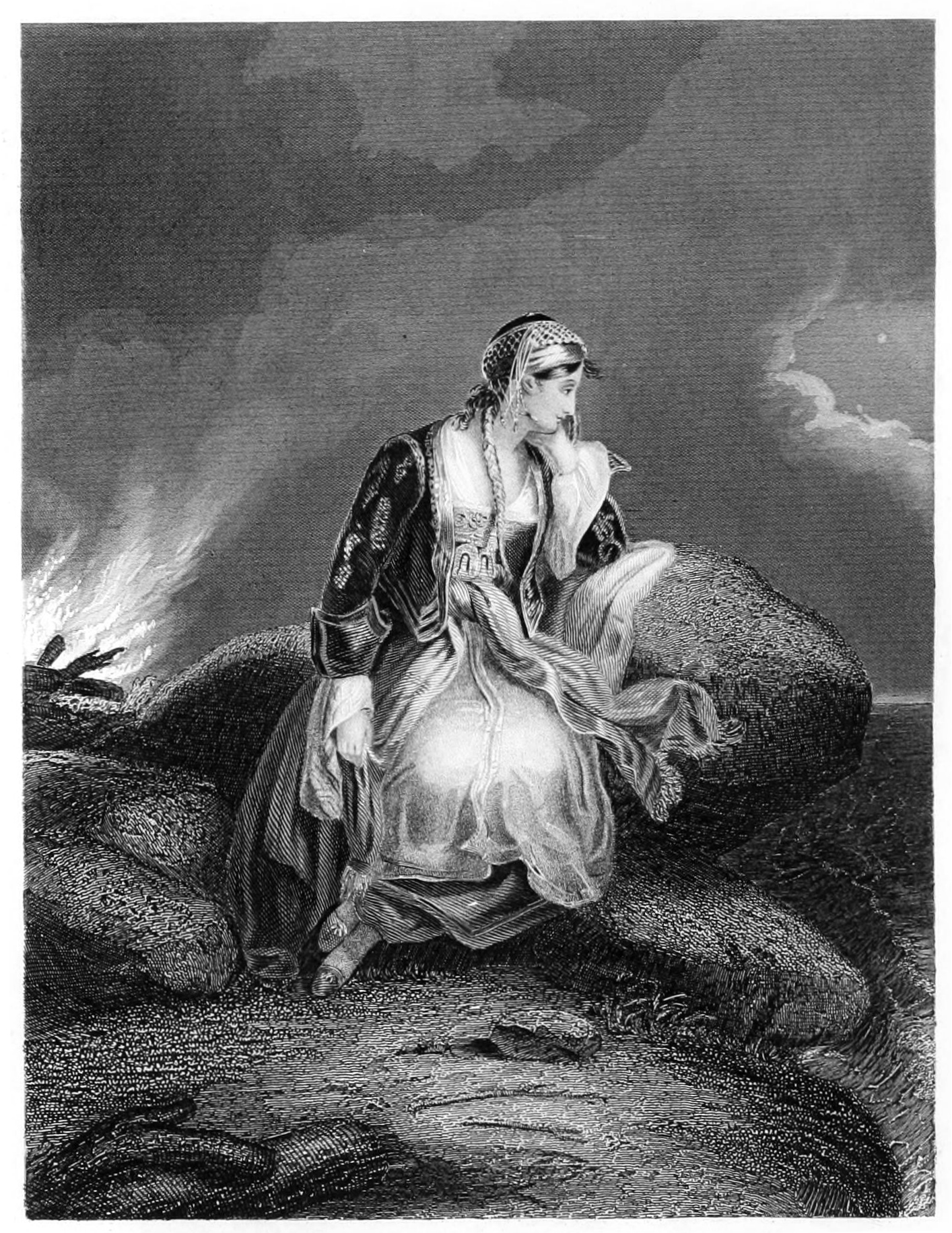
Medóra čeká na Konrádův návrat, ilustrace k poemě z roku 1871

Třetí zpěv je uveden Dantovým veršem „Come vedi, ancor non m'abbandona„ („Jak zříš, mne dosud neopouští„) a jeho začátek je věnován oslavě Řecka a Athén.
Medóra čeká na Konrádův návrat. Na pirátský ostrov dorazí loď s přeživšími piráty, kteří říkají, že Konrád může být naživu. Všichni se rozhodnou znovu bojovat s pašou, a buď pomstít Konradovu smrt a nebo jej osvobodit.
Gulnára se snaží pašu přesvědčit, aby Konrádovu popravu odložil a raději si za něj nechal zaplatit výkupné, ale paša se jen rozzlobí a obviní Gulnáru, že chce s korzárem uprchnout. Konrád ve vězení trpí odloučením od Medóry. V noci k němu opět přijde Gulnára, Řekne mu, že podplatila stráže a že Konrád může pašu zabít. Tomu se příčí zavraždit spícího muže a odmítne to. Gulnára pak pašu zabije sama a s Konrádem uprchne na člunu, kde mu řekne, že ho miluje. Zároveň si ale vyčítá svůj hrozný hřích, ke kterému ji Konrád donutil tím, že odmítl pašu zabít. 
Člun se setká s korzárskou lodí, která jela Konrádovi na pomoc. Konrád obejme svou zachránkyni a libá jí na rty, ale není to polibek z lásky. Všichni se vrátí na ostrov a Konrád si všimne, že v okně Medóry nesvítí žádné světlo. Spěchá do věže a najde Medóru mrtvou. Zemřela žalem, protože se domnívala, že Konrád zahynul.
Tak ticha, krásná byla za živa,
že půvabněj' i smrt tu prodlívá;
a chladné kvítky v ledné ruce její
posledním stiskem tak se nežně chvějí.
Když piráti Konráda ráno hledají, zjistí, že zmizel. Najdou jen řetěz od člunu, kterým navždy odplul. Od této chvíle nikdo neví, zda je naživu nebo ne.
Vše marno - měsíc plyne přes měsíc,
a Konrád nejde - nepřišel již víc.
O jeho losu nikde zpráv ni stop,
zda s hořem živ či zoufalstvím kles' v hrob!
V družině dlouho želen pán,
a družce jeho pěkný pomík dán:
proň na památku kámen nestaví -
smrt pochybna - dost v činech oslavy;
Korsára jméno nechal v budoucnost,
s ním tisíc vin a jednu spojiv ctnost.

## Adaptace

### Hudba

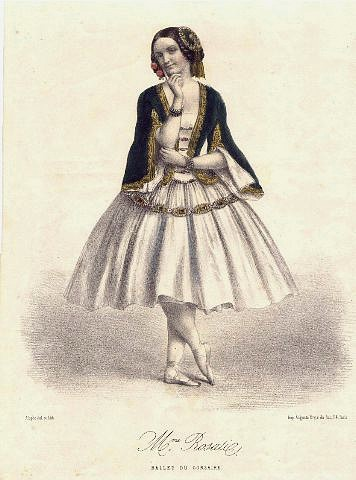
Carolina Rosati jako Medóra v baletu Le Corsaire roku 1856

- The Pacha's Bridal (1836, Pašova svatba), opera anglického skladatele Francise Romera, libreto Mark Lemon. [16]
- Le Corsaire (1845, Korzár), ouvertura francouzského skladatele Hectora Berlioze.[17]
- Il corsaro (1848, Korzár), opera italského skladatele Giuseppa Verdiho, libreto Francesco Maria Piave.[18]
- Le Corsaire (1855, Korzár), balet francouzského skladatele Adolpha-Charlese Adama, choreografie Joseph Mazilier.[19]
- Medóřinu píseň z prvního zpěvu Deep in my soul that tender secret dwells (To sladké tajemství v mé duše hlouby) zhudebnilo několik skladatelů, například Stanisław Moniuszko (Śpiew Medory),[20] Josephine Lang(ová) (Aus Byrons Corsar) nebo Edward Elgar (Deep in my Soul)[21]

### Malířství
Dílo inspirovalo k vlastní tvorbě i řadu malířů, jako například Ira Charlese Wynna Nichollse, Francouze Horace Verneta a Eugèna Delacroixe nebo Angličana Forda Madoxe Browna.

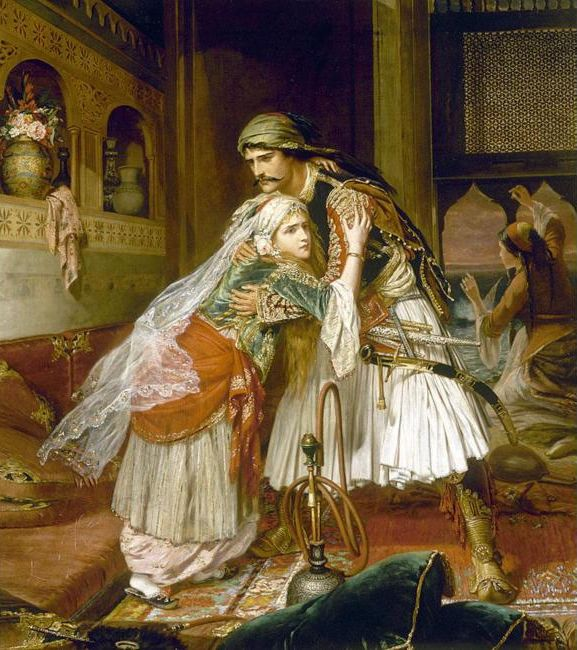
Charles Wynne Nicholls:Loučení Konráda a Medóry, olej na plátně
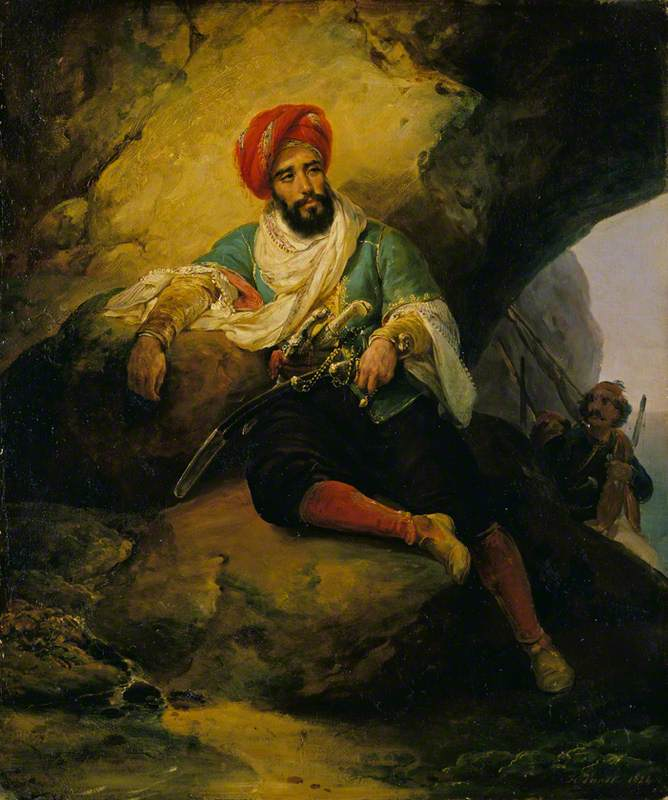
Horace Vernet: Konrád (1824), olej na plátně
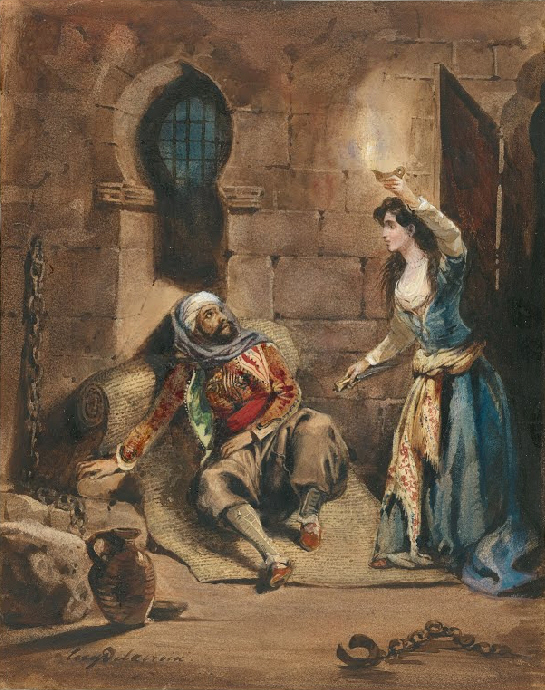
Eugène Delacroix: Konrád a Gulnára ve vězení (1831), akvarel
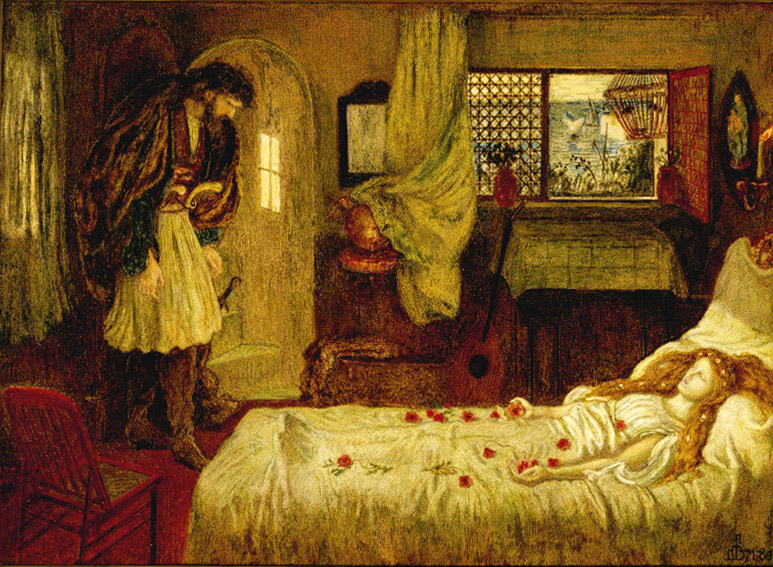
Ford Madox Brown: Korzárův návrat (1871-1880), akvarel

### Film a televize
- The Corsair (1914), americký němý film, režie Frank Powell.
- Le Corsaire (1999), francouzský televizní film, záznam inscenace baletu Adolpha-Charlese Adama v provedení souboru American Ballet Theatre, režie Matthew Diamond.[22]

## Česká vydání
- Korsár; Lara: básnické povídky, Praha: Eduard Grégr 1885, překlad Čeněk Ibl.